# Cadel Evans Great Ocean Road Race 2019 (mannen)
De vijfde editie van de wielerwedstrijd Cadel Evans Great Ocean Road Race vond plaats op 27 januari 2019. Start en finish waren in Geelong, Victoria, Australië.

## Verloop
De 164 kilometer tellende koers was een van de wedstrijden op de UCI World Tour-kalender van 2019, waar het voor het derde achtereenvolgende jaar was opgenomen. Zestien teams met elk zeven renners verschenen aan de start. De titelhouder was de Australiër Jay McCarthy. De Italiaan Elia Viviani volgde hem op.

## Deelnemende ploegen
Vijftien van de achttien UCI World Tour 2019-teams nemen deel, Bahrain-Merida, Groupama-FDJ en Movistar Team ontbreken op de deelnemerslijst.
| UCI World Tour 2019-teams | UCI World Tour 2019-teams | UCI World Tour 2019-teams | Overige                                         |
| ------------------------- | ------------------------- | ------------------------- | ----------------------------------------------- |
| AG2R-La Mondiale          | EF Education First        | Team Katjoesja Alpecin    | Australian Cycling Team-Kordamentha Real Estate |
| Astana Pro Team           | Lotto Soudal              | Team Sky                  |                                                 |
| BORA-hansgrohe            | Mitchelton-Scott          | Team Sunweb               |                                                 |
| CCC Team                  | Team Dimension Data       | Trek-Segafredo            |                                                 |
| Deceuninck–Quick-Step     | Team Jumbo-Visma          | UAE Team Emirates         |                                                 |

## Uitslag
| #  | Renner            | Ploeg                  | Tijd     |
| -- | ----------------- | ---------------------- | -------- |
| 1  | Elia Viviani      | Deceuninck–Quick-Step  | 3u54'35" |
| 2  | Caleb Ewan        | Lotto Soudal           | z.t.     |
| 3  | Daryl Impey       | Mitchelton-Scott       | z.t.     |
| 4  | Ryan Gibbons      | Team Dimension Data    | z.t.     |
| 5  | Jens Debusschere  | Team Katjoesja Alpecin | z.t.     |
| 6  | Luke Rowe         | Team Sky               | z.t.     |
| 7  | Michael Mørkøv    | Deceuninck–Quick-Step  | z.t.     |
| 8  | Jay McCarthy      | BORA-hansgrohe         | z.t.     |
| 9  | Owain Doull       | Team Sky               | z.t.     |
| 10 | Luis León Sánchez | Astana Pro Team        | z.t.     |

Mannen: 2015 · 2016 · 2017 · 2018 · 2019 · 2020 · 
2021-2022 · 2023 · 2024 · 2025
Vrouwen: 2015 · 2016 · 2017 · 2018 · 2019 · 2020 · 
2021-2022 · 2023 · 2024 · 2025
Tour Down Under ·
Great Ocean Road Race ·
Ronde van de Verenigde Arabische Emiraten ·
Omloop Het Nieuwsblad ·
Strade Bianche ·
Parijs-Nice · 
Tirreno-Adriatico · 
Milaan-San Remo ·
Ronde van Catalonië ·
Driedaagse Brugge-De Panne ·
E3 BinckBank Classic ·
Gent-Wevelgem ·
Dwars door Vlaanderen ·
Ronde van Vlaanderen ·
Ronde van het Baskenland ·
Parijs-Roubaix ·
Amstel Gold Race ·
Ronde van Turkije ·
Waalse Pijl ·
Luik-Bastenaken-Luik ·
Ronde van Romandië ·
Eschborn-Frankfurt ·
Ronde van Italië ·
Ronde van Californië ·
Critérium du Dauphiné ·
Ronde van Zwitserland ·
Ronde van Frankrijk ·
Clásica San Sebastián ·
Ronde van Polen ·
RideLondon Classic ·
BinckBank Tour ·
Ronde van Spanje ·
EuroEyes Cyclassics ·
Bretagne Classic ·
GP van Quebec ·
GP van Montreal ·
Ronde van Lombardije ·
Ronde van Guangxi